# Родное (стихотворение)
«Родное» (Я узнал, что у меня…) — советское стихотворение В. Н. Орлова — детского поэта и драматурга из Симферополя, регулярно публиковавшегося в издательстве «Детская литература», в детских журналах «Миша» и «Мурзилка».
Стихотворение получило особую известность после выхода фильма «Брат-2», где оно прозвучало несколько раз, в том числе в исполнении главного героя.
В результате проведённого в 2015 году журналом «Русский репортёр» социологического исследования стихотворение заняло 17-е место в топ-100 самых популярных в России стихотворных строк, включающем, в числе прочего, русскую и мировую классику.

## История
Стихотворение «Родное», автором которого считается В. Орлов, было опубликовано в 1999 году в учебнике по интегрированному курсу русского языка для 1 класса, однако ещё в 1987 году оно было опубликовано в журнале «Колобок» несколько с иным содержимым и другим указанием: автор — Николай Курилов, перевод с юкагирского — Михаил Яснов.
Николай Курилов утверждал в 2017 году, что стихотворение было написано им в 1980-х годах и тогда же было отправлено Яснову для перевода, также он заявил, что существует рукопись этого произведения, но ему нужно её найти, однако он не претендует на авторство стихотворения, и на юкагирском языке оно звучит по-другому.
В ответ на эти заявления сын В. Н. Орлова сообщил, что журнал «Колобок» с текстом стихотворения был сдан в набор в августе 1987 года, а сборник детских стихов В. Орлова «Светлая песенка» с аналогичным текстом — в апреле 1987 года, из чего следует авторство именно Орлова. В дальнейшем был приведен еще более ранний источник — 1985 года — с указанием авторства Орлова.

## В популярной культуре
В фильме «Брат 2», вышедшем в 2000 году, стихотворение прозвучало в нескольких сценах. Его декламирует сын одного из отрицательных персонажей — Федя Белкин, при этом оно оказывает сильное психологическое воздействие на главного героя фильма Данилу Багрова; его Данила читает русской проститутке Мэрилин перед перестрелкой с сутенёрами; в кульминационном эпизоде Данила несколько раз подряд проговаривает стихи, поднимаясь по пожарной лестнице небоскрёба в офис главного антагониста фильма.
В 2014 году вышел рекламный ролик пива «Сибирская корона», с Дэвидом Духовны в главной роли, в котором он произносит в том числе и стихотворение «Родное» на русском языке. На актёра обрушился вал критики, потому что выход рекламы в эфир совпал по времени с конфликтом на юго-востоке Украины и крушением малайзийского Boeing-777.
В 2021 году вышел рекламный ролик компании Мегафон, в котором стихотворение «Родное» читает актёр Брюс Уиллис также на русском языке. Впоследствии выяснилось, что в рекламе использовалась цифровая копия актёра, созданная с использованием технологии дипфейк, предполагается, что и озвучил Уиллиса другой актёр.
В фильме 2023 года «Вызов» стихотворение декламирует травмированный космонавт Олег Богданов в исполнении Олега Новицкого.